# Celleporaria granulosa
Celleporaria granulosa är en mossdjursart som först beskrevs av William Aitcheson Haswell 1881.  Celleporaria granulosa ingår i släktet Celleporaria och familjen Lepraliellidae.
Artens utbredningsområde är Röda havet. Inga underarter finns listade i Catalogue of Life.